# La Tribune des peuples
Cet article possède des paronymes, voir Le Tribun du peuple et Tribun du peuple.
 (mars 2019).
Si vous disposez d'ouvrages ou d'articles de référence ou si vous connaissez des sites web de qualité traitant du thème abordé ici, merci de compléter l'article en donnant les références utiles à sa vérifiabilité et en les liant à la section « Notes et références ».
La Tribune des peuples est un périodique créé en 1849 par Adam Mickiewicz, premier éditeur et rédacteur en chef.
Traitant principalement de politique internationale et proclamant les idées du Printemps des peuples, il était publié à Paris. Nicolae Bălcescu, Ştefan Golescu et Ion Brătianu ont fait partie de son comité de rédaction. 
Une revue bimestrielle de gauche fut créée en 1953 sous ce titre, avec notamment K.S. Karol, Louis Dalmas, Georges Suffert.